# Don't Stop 'til You Get Enough
Don't Stop 'til You Get Enough is een nummer van Michael Jackson. Het is tevens de eerste single van zijn album Off the Wall uit 1979, het eerste album uitgebracht door Epic Records.

## Hitlijsten
Don't Stop 'til You Get Enough was een succesvolle herstart van Michael Jacksons carrière; sinds 1972 (met het nummer Ben) had hij geen grote hit meer gehad. Het nummer stond 1 week op nummer 1 in de Billboard Hot 100 in de Verenigde Staten. Ook in Australië en Noorwegen kwam het nummer op 1. In Nederland was het nummer ook succesvol en behaalde het de nummer 2 positie in de Nederlandse Top 40.

## Videoclip
De videoclip voor Don't Stop 'til You Get Enough werd geregisseerd en geproduceerd door Nick Sacton. In de clip zie je Michael Jackson dansen en lachen op een achtergrond met veel discolichten. In de videoclip zit ook een gesproken intro, die op de single ontbreekt, maar wel in de albumversie zit. De lengte van de clip is daardoor 4:11 minuten, in plaats van 3:55 minuten van de single.

## Trivia
- Randy Jackson, Michaels broer neemt in dit nummer de percussie voor zijn rekening.
- In het begin van de jaren tachtig gebruikte Jornal Nacional, een Braziliaans nieuwsprogramma een deel van het nummer als intro van het programma.
- Het nummer Don't Stop 'til You Get Enough kwam voor in de film Rush Hour 2 uit 2001.
- In 2004 werd een mash-up van het nummer gemaakt door Mr On die het mixten met het nummer Breathe and stop van Jungle Brothers tot Breathe Don't Stop.

## Hitnoteringen

### Nederlandse Top 40
| Hitnotering: 29-09-1979 t/m 01-12-1979 | Hitnotering: 29-09-1979 t/m 01-12-1979 | Hitnotering: 29-09-1979 t/m 01-12-1979 | Hitnotering: 29-09-1979 t/m 01-12-1979 | Hitnotering: 29-09-1979 t/m 01-12-1979 | Hitnotering: 29-09-1979 t/m 01-12-1979 | Hitnotering: 29-09-1979 t/m 01-12-1979 | Hitnotering: 29-09-1979 t/m 01-12-1979 | Hitnotering: 29-09-1979 t/m 01-12-1979 | Hitnotering: 29-09-1979 t/m 01-12-1979 | Hitnotering: 29-09-1979 t/m 01-12-1979 | Hitnotering: 29-09-1979 t/m 01-12-1979 |
| Week:                                  | 1                                      | 2                                      | 3                                      | 4                                      | 5                                      | 6                                      | 7                                      | 8                                      | 9                                      | 10                                     |                                        |
| -------------------------------------- | -------------------------------------- | -------------------------------------- | -------------------------------------- | -------------------------------------- | -------------------------------------- | -------------------------------------- | -------------------------------------- | -------------------------------------- | -------------------------------------- | -------------------------------------- | -------------------------------------- |
| Positie:                               | 17                                     | 10                                     | 4                                      | 3                                      | 2                                      | 2                                      | 6                                      | 9                                      | 19                                     | 33                                     | uit                                    |

### Nationale Hitparade/ NederlandseSingle Top 100
| Hitnotering: (week 1 t/m 11) 29-09-1979 t/m 08-12-1979 Hitnotering: (week 12 t/m 14) 25-02-2006 t/m 11-03-2006 Hitnotering: (week 15 t/m 18) 04-07-2009 t/m 25-07-2009 | Hitnotering: (week 1 t/m 11) 29-09-1979 t/m 08-12-1979 Hitnotering: (week 12 t/m 14) 25-02-2006 t/m 11-03-2006 Hitnotering: (week 15 t/m 18) 04-07-2009 t/m 25-07-2009 | Hitnotering: (week 1 t/m 11) 29-09-1979 t/m 08-12-1979 Hitnotering: (week 12 t/m 14) 25-02-2006 t/m 11-03-2006 Hitnotering: (week 15 t/m 18) 04-07-2009 t/m 25-07-2009 | Hitnotering: (week 1 t/m 11) 29-09-1979 t/m 08-12-1979 Hitnotering: (week 12 t/m 14) 25-02-2006 t/m 11-03-2006 Hitnotering: (week 15 t/m 18) 04-07-2009 t/m 25-07-2009 | Hitnotering: (week 1 t/m 11) 29-09-1979 t/m 08-12-1979 Hitnotering: (week 12 t/m 14) 25-02-2006 t/m 11-03-2006 Hitnotering: (week 15 t/m 18) 04-07-2009 t/m 25-07-2009 | Hitnotering: (week 1 t/m 11) 29-09-1979 t/m 08-12-1979 Hitnotering: (week 12 t/m 14) 25-02-2006 t/m 11-03-2006 Hitnotering: (week 15 t/m 18) 04-07-2009 t/m 25-07-2009 | Hitnotering: (week 1 t/m 11) 29-09-1979 t/m 08-12-1979 Hitnotering: (week 12 t/m 14) 25-02-2006 t/m 11-03-2006 Hitnotering: (week 15 t/m 18) 04-07-2009 t/m 25-07-2009 | Hitnotering: (week 1 t/m 11) 29-09-1979 t/m 08-12-1979 Hitnotering: (week 12 t/m 14) 25-02-2006 t/m 11-03-2006 Hitnotering: (week 15 t/m 18) 04-07-2009 t/m 25-07-2009 | Hitnotering: (week 1 t/m 11) 29-09-1979 t/m 08-12-1979 Hitnotering: (week 12 t/m 14) 25-02-2006 t/m 11-03-2006 Hitnotering: (week 15 t/m 18) 04-07-2009 t/m 25-07-2009 | Hitnotering: (week 1 t/m 11) 29-09-1979 t/m 08-12-1979 Hitnotering: (week 12 t/m 14) 25-02-2006 t/m 11-03-2006 Hitnotering: (week 15 t/m 18) 04-07-2009 t/m 25-07-2009 | Hitnotering: (week 1 t/m 11) 29-09-1979 t/m 08-12-1979 Hitnotering: (week 12 t/m 14) 25-02-2006 t/m 11-03-2006 Hitnotering: (week 15 t/m 18) 04-07-2009 t/m 25-07-2009 | Hitnotering: (week 1 t/m 11) 29-09-1979 t/m 08-12-1979 Hitnotering: (week 12 t/m 14) 25-02-2006 t/m 11-03-2006 Hitnotering: (week 15 t/m 18) 04-07-2009 t/m 25-07-2009 | Hitnotering: (week 1 t/m 11) 29-09-1979 t/m 08-12-1979 Hitnotering: (week 12 t/m 14) 25-02-2006 t/m 11-03-2006 Hitnotering: (week 15 t/m 18) 04-07-2009 t/m 25-07-2009 | Hitnotering: (week 1 t/m 11) 29-09-1979 t/m 08-12-1979 Hitnotering: (week 12 t/m 14) 25-02-2006 t/m 11-03-2006 Hitnotering: (week 15 t/m 18) 04-07-2009 t/m 25-07-2009 | Hitnotering: (week 1 t/m 11) 29-09-1979 t/m 08-12-1979 Hitnotering: (week 12 t/m 14) 25-02-2006 t/m 11-03-2006 Hitnotering: (week 15 t/m 18) 04-07-2009 t/m 25-07-2009 | Hitnotering: (week 1 t/m 11) 29-09-1979 t/m 08-12-1979 Hitnotering: (week 12 t/m 14) 25-02-2006 t/m 11-03-2006 Hitnotering: (week 15 t/m 18) 04-07-2009 t/m 25-07-2009 | Hitnotering: (week 1 t/m 11) 29-09-1979 t/m 08-12-1979 Hitnotering: (week 12 t/m 14) 25-02-2006 t/m 11-03-2006 Hitnotering: (week 15 t/m 18) 04-07-2009 t/m 25-07-2009 | Hitnotering: (week 1 t/m 11) 29-09-1979 t/m 08-12-1979 Hitnotering: (week 12 t/m 14) 25-02-2006 t/m 11-03-2006 Hitnotering: (week 15 t/m 18) 04-07-2009 t/m 25-07-2009 | Hitnotering: (week 1 t/m 11) 29-09-1979 t/m 08-12-1979 Hitnotering: (week 12 t/m 14) 25-02-2006 t/m 11-03-2006 Hitnotering: (week 15 t/m 18) 04-07-2009 t/m 25-07-2009 | Hitnotering: (week 1 t/m 11) 29-09-1979 t/m 08-12-1979 Hitnotering: (week 12 t/m 14) 25-02-2006 t/m 11-03-2006 Hitnotering: (week 15 t/m 18) 04-07-2009 t/m 25-07-2009 | Hitnotering: (week 1 t/m 11) 29-09-1979 t/m 08-12-1979 Hitnotering: (week 12 t/m 14) 25-02-2006 t/m 11-03-2006 Hitnotering: (week 15 t/m 18) 04-07-2009 t/m 25-07-2009 | Hitnotering: (week 1 t/m 11) 29-09-1979 t/m 08-12-1979 Hitnotering: (week 12 t/m 14) 25-02-2006 t/m 11-03-2006 Hitnotering: (week 15 t/m 18) 04-07-2009 t/m 25-07-2009 |
| Week: | 1 | 2 | 3 | 4 | 5 | 6 | 7 | 8 | 9 | 10 | 11 | | 12 | 13 | 14 | | 15 | 16 | 17 | 18 | |
| --- | --- | --- | --- | --- | --- | --- | --- | --- | --- | --- | --- | --- | --- | --- | --- | --- | --- | --- | --- | --- | --- |
| Positie: | 33 | 18 | 3 | 2 | 2 | 4 | 8 | 8 | 16 | 25 | 41 | uit | 40 | 39 | 51 | uit | 10 | 19 | 46 | 82 | uit |

### VlaamseUltratop 50
| Hitnotering: 06-10-1979 t/m 08-12-1979 | Hitnotering: 06-10-1979 t/m 08-12-1979 | Hitnotering: 06-10-1979 t/m 08-12-1979 | Hitnotering: 06-10-1979 t/m 08-12-1979 | Hitnotering: 06-10-1979 t/m 08-12-1979 | Hitnotering: 06-10-1979 t/m 08-12-1979 | Hitnotering: 06-10-1979 t/m 08-12-1979 | Hitnotering: 06-10-1979 t/m 08-12-1979 | Hitnotering: 06-10-1979 t/m 08-12-1979 | Hitnotering: 06-10-1979 t/m 08-12-1979 | Hitnotering: 06-10-1979 t/m 08-12-1979 | Hitnotering: 06-10-1979 t/m 08-12-1979 |
| Week:                                  | 1                                      | 2                                      | 3                                      | 4                                      | 5                                      | 6                                      | 7                                      | 8                                      | 9                                      | 10                                     |                                        |
| -------------------------------------- | -------------------------------------- | -------------------------------------- | -------------------------------------- | -------------------------------------- | -------------------------------------- | -------------------------------------- | -------------------------------------- | -------------------------------------- | -------------------------------------- | -------------------------------------- | -------------------------------------- |
| Positie:                               | 18                                     | 7                                      | 3                                      | 2                                      | 2                                      | 4                                      | 4                                      | 6                                      | 10                                     | 19                                     | uit                                    |

### NPO Radio 2 Top 2000
| Nummer met noteringen in de NPO Radio 2 Top 2000 | '00  | '01 | '02  | '03  | '04  | '05  | '06  | '07 | '08  | '09 | '10  | '11  | '12  | '13  | '14  | '15  | '16  | '17  | '18 | '19  | '20  | '21  | '22  | '23  | '24  |
| ------------------------------------------------ | ---- | --- | ---- | ---- | ---- | ---- | ---- | --- | ---- | --- | ---- | ---- | ---- | ---- | ---- | ---- | ---- | ---- | --- | ---- | ---- | ---- | ---- | ---- | ---- |
| Don't Stop 'til You Get Enough                   | 1549 | 620 | 1013 | 1506 | 1376 | 1704 | 1647 | -   | 1786 | 523 | 1170 | 1165 | 1025 | 1186 | 1211 | 1241 | 1206 | 1091 | 851 | 1074 | 1196 | 1307 | 1381 | 1503 | 1688 |

1. ↑  Een '-' betekent dat het nummer niet was genoteerd en een vetgedrukt getal geeft de hoogste notering aan.
2. ↑  2000 was het eerste jaar met een notering voor dit nummer.